# Magdalena Miecznicka

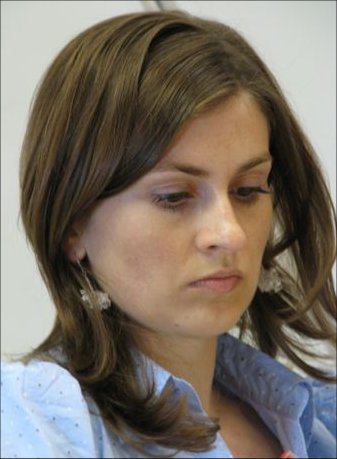
Magdalena Miecznicka (2008)

Magdalena Miecznicka (ur. 1977) – polska pisarka, dziennikarka i publicystka, krytyk literacki.

## Życiorys
Córka Barbary Miecznickiej (tłumaczki literatury pięknej z języka rosyjskiego, redaktorki książek, sekretarza Polskiego PEN Clubu).
W 2001 ukończyła Międzywydziałowe Indywidualne Studia Humanistyczne na Uniwersytecie Warszawskim. Jest absolwentką Wydziału Literatury Ogólnej i Porównawczej Uniwersytetu Paris III – Sorbonne Nouvelle (Nowa Sorbona) (stypendystka rządu francuskiego 2002). W latach 1998–1999 była stypendystką Fundacji Batorego (studia w Kalamazoo College, Michigan, Stany Zjednoczone). Od 2004 do 2007 pracowała w Instytucie Badań Literackich PAN jako asystent w Pracowni Poetyki Historycznej. W swojej pracy naukowej zajmowała się głównie twórczością Witolda Gombrowicza.
Jako krytyk literacki publikowała w „Tekstach Drugich”, „Twórczości”, „Teatrze”, „Nowych Książkach”, „Przekroju”, „Newsweeku” i „Gazecie Wyborczej”. Współpracowała z Polskim Radiem i TVP. Od 2006 do 2009 roku publikowała w „Dzienniku”.
Jest autorką dramatu Spalenie Joanny opowiadającego o losach Jolanty Brzeskiej, który został sfilmowany dla Teatroteki, w reżyserii Agaty Baumgart, w 2017 i zrealizowany jako słuchowisko w Polskim Radiu w 2019. Jej dramat o zamordowaniu Grzegorza Przemyka Taki, co umiera został zrealizowany jako słuchowisko w Polskim radiu w 2022 roku w reżyserii Łukasza Lewandowskiego. Słuchowisko otrzymało dwie nagrody na Festiwalu Dwa Teatry w 2023 roku w Zamościu - Łukasz Lewandowski został nagrodzony za najlepszą reżyserię, a Andrzej Izdebski za najlepszą muzykę. 
Od 2017 roku mieszka w Londynie. Współpracuje między innymi z Financial Times. Jej napisana po angielsku sztuka Nineteen Gardens w reżyserii Alice Hamilton znalazła się w repertuarze teatru Hampstead Theatre w 2023 roku. 

## Twórczość
- Cudowna kariera Magdy M., Kraków 2009, ISBN 978-83-08-04339-4
- Złość, Kraków 2012, ISBN 978-83-08-04884-9
- Cudze meble, Warszawa 2016, ISBN 978-83-619-6798-9
- Tosia i tajemnica geodety, Warszawa 2019, ISBN 978-83-8150-016-6
- Tosia i przygoda na plaży, Warszawa 2020, ISBN 978-83-8150-111-8
- Szczęście, Kraków 2023, ISBN 978-83-08-08069-6